# Vlajka Pskovské oblasti

Vlajka Pskovské oblasti
Poměr stran: 2:3

Vlajka Pskovské oblasti, jedné z oblastí Ruské federace, je tvořena modrým listem o poměru stran 2:3 s mrakem u horního okraje, z kterého vyčnívá (směrem k dolnímu okraji) ruka. U dolního okraje je vyobrazen levhart. Při žerďovém okraji je bílý pruh o šířce ⅐ délky vlajky, v kterém je na pravém okraji ornament modro-bílých trojúhelníků.
Vlajka oblasti opisuje motiv vlajky hlavního města Pskov, který pochází ze znaku uděleného 28. května 1781. Ornament je shodný ozdobnému architektonickému prvku „begunec”, oblíbeným ve Velikém Novgorodě a v Pskově. Leopard je symbolem odvahy a statečnosti. Zlatá barva symbolizuje bohatství, spravedlnost a štědrost. Žehnající ruka znamená ochranu nebeských mocností. Modré (azurové) pole je znakem krásy, vznešenosti a jedinečnosti míst.

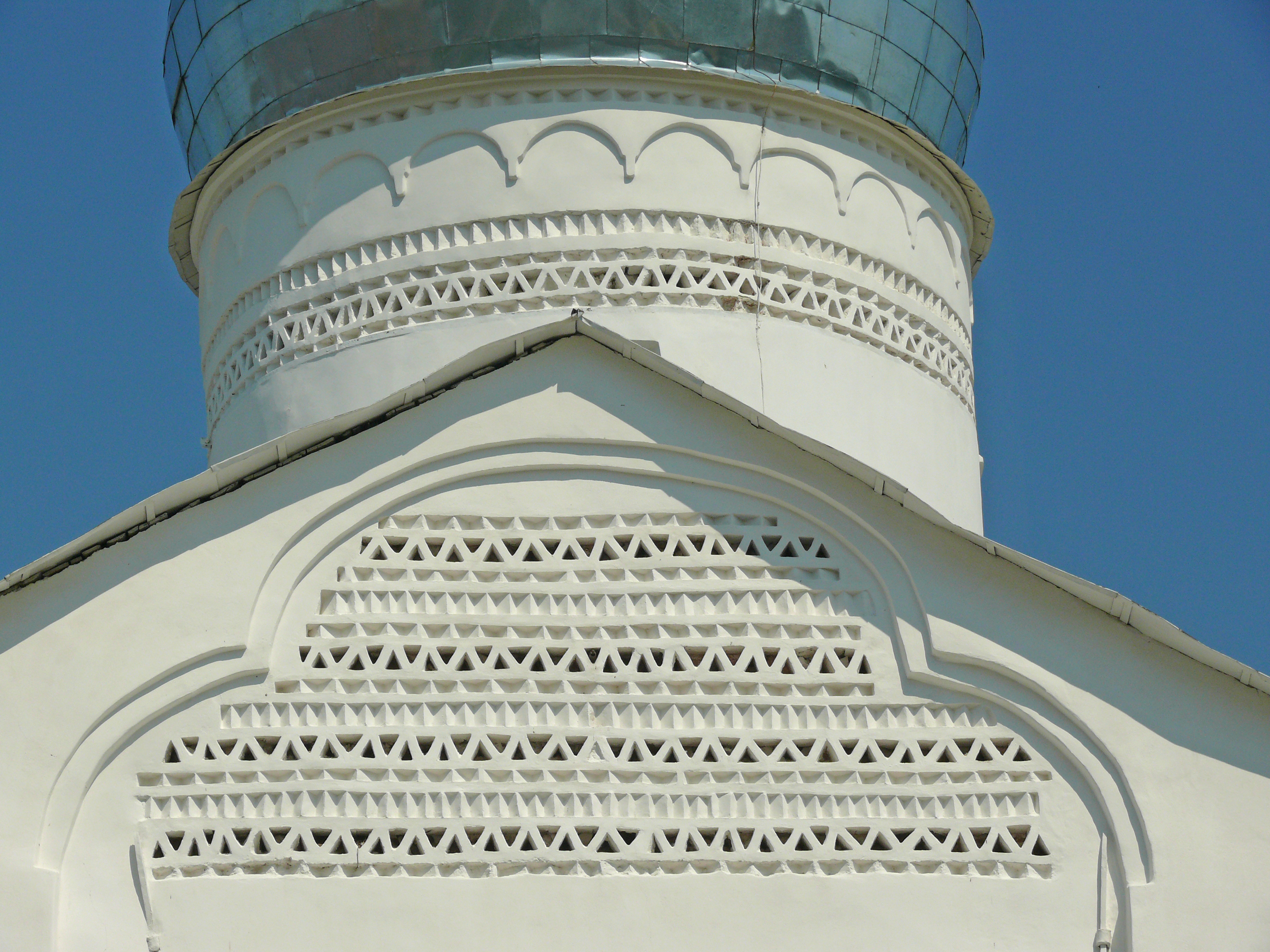
Příklad architektonického prvku begunec

Pskovská oblast byla ze všech zakládajících subjektů Ruské federace poslední, která schválila vlastní vlajku.

## Historie
Pskovská oblast byla vyhlášena 23. srpna 1944. V sovětské éře oblast neužívala žádné symboly.
Oblastní správa a duma opakovaně zvažovaly různé projekty na vlajku Pskovské oblasti, ale z různých důvodů nebyla vlajka před rokem 2018 nikdy schválena. Buď skvrny na leopardovi připomínaly poslancům puchýře z planých neštovic, nebo se jim nelíbil design samotného leoparda (viz níže).
V říjnu 2003 předložil poslanec Pavel Antonovič Nikolajev návrh zákona „O vlajce Pskovské oblasti“. V tomto návrhu byl vlajkou červený list se zlatým leopardem (podle Nikolajeva „leopard pochází od králů a červená barva pochází od sovětské moci"). 29. dubna 2004 odmítlo Oblastní shromáždění zastupitelů, usnesením č. 736,  návrh zastupitele Nikolajeva „K návrhu zákona O vlajce Pskovské oblasti”. Důvodem bylo mj. i to, že heraldická rada pod regionální správou návrh zákona odmítla.
25. května 2004 byla nařízením Správy Pskovské oblasti č. 416-r vytvořena pracovní skupina k vypracování návrhů zákonu Pskovské oblasti o symbolech oblasti.
16. února 2009 (v den konce svého mandátu) odsouhlasil gubernátor Michail Varfolomejevič Kuzněcov návrh vlajky K. F. Mochenova ke schválení oblastnímu parlamentu. Dne 26. února 2009 projednali členové Výboru pro legislativu a hospodářskou politiku Zastupitelstva oblasti nový návrh zákona o vlajce. Vlajka byla tvořena modrým listem, v jehož středu byl kráčející žlutý leopard s černými skvrnami, černou špičkou nosu, žlutým jazykem a zuby. V horní části listu, těsně u jeho okraje, byl obraz ruky (pravice Boží) vystupující z mraků. 26. února 2009 projednali členové Výboru pro legislativu a hospodářskou politiku oblastního shromáždění zastupitelů Pskovské oblasti nový návrh zákona „O vlajce Pskovské oblasti“. V diskusi byl návrh vlajky kritizován a projekt byl odložen k dalšímu prostudování. Vlajka byla podle náměstka gubernátora oblasti A. Kotova dohodnuta s Heraldickou radou prezidenta Ruské federace, ale byla kritizována ze strany regionálních úředníků a poslanců: barvy vlajky a leoparda samotného neodrážely budoucnost ani současnost regionu, skvrny na leopardovi byly srovnávány se skvrnami pacienta s planými neštovicemi nebo kopřivkou, vlajka byla také srovnávána s vlajkou USA, levhart byl obviněn z kanibalismu a skutečnosti, že nežije na území oblasti atd.
Dne 22. prosince 2014 byl na zasedání Veřejné komory Pskovské oblasti projednáván nový návrh vlajky oblasti, který rovněž obdržel předběžný souhlas Heraldické rady prezidenta Ruské federace. Vlajka byla navržena Michailem Ju.  Medveděvem, Michailem K. Šelkovenkem a Dmitrijem V.  Ivanovem. Návrh vlajky tvořil modrý list s bílými a žlutými okraji, které opakovaly oblak a obrys koruny prince Dovmonta, legendárního obránce Pskova. Uprostřed listu byl leopard, jehož ocas, stejně jako jeho přirozený předobraz, nekončí střapcem (na rozdíl od leoparda na vlajce Pskova). O návrhu se mělo jednat v lednu nebo únoru 2015, k tomu však nikdy nedošlo.
Nařízením gubernátora Pskovské oblasti ze dne 28. dubna 2018 č. 31-RG byla vyhlášena soutěž na vytvoření oficiálních symbolů Pskovské oblasti s uzávěrkou 30. května 2018. Dne 3. listopadu 2018 zveřejnil gubernátor Michail Jurjevič Vedernikov na svém Instagramu náčrt návrhu vlajky. V průběhu dalších prací na projektu bylo rozhodnuto o změně designu žerďového ornamentu, což vyvolalo kritiku veřejnosti kvůli vizuální podobnosti s běhounem pneumatiky. Ještě v prosinci 2018 navrhl oblastní poslanec Lev Markovič Šlosberg (Jabloko) nový design vlajky.
10. prosince 2018 byl Oblastnímu shromáždění zastupitelů předložen návrh zákona „O oficiálních symbolech Pskovské oblasti“. Zákon byl později rozdělen na zákon o znaku a zákon o vlajce. 20. listopadu obdržela vlajka předběžný souhlas Heraldické rady prezidenta Ruské federace (závěr A72-2-644). Zákon o vlajce byl schválen zákonem Pskovské oblasti č. 1916-OZ „O vlajce Pskovské oblasti“ ze dne 25. prosince 2018. 28. prosince zákon podepsal pskovský gubernátor Michail Jurjevič Vedernikov, a zákon tím vstoupil v platnost. Autory vlajky byla tvůrčí skupina ve složení Jurij Jurjevič Rosič a A. P. Karpov.

## Den vlajky Pskovské oblasti
Den vlajky se v Pskovské oblasti slaví 20. února, za účelem výchovy současných i budoucích generací občanů k úctě k vlajce Pskovské oblasti.
Datum oslav byl schválen 24. října 2024 a shoduje se dnem registrace vlajky Pskovské oblasti do státního heraldického rejstříku Ruské federace. Účelem zřízení svátku je výchova současných i budoucích generací občanů k úctě k vlajce Pskovské oblasti. V daný den se konají slavnostní akce pořádané státními orgány a samosprávami.

## Vlajky měst a rajónů Pskovské oblasti
Pskovská oblast se od 1. ledna 2006 člení na 2 městské okruhy a 24 rajónů.
Městské okruhy

Pskov Poměr stran: 2:3
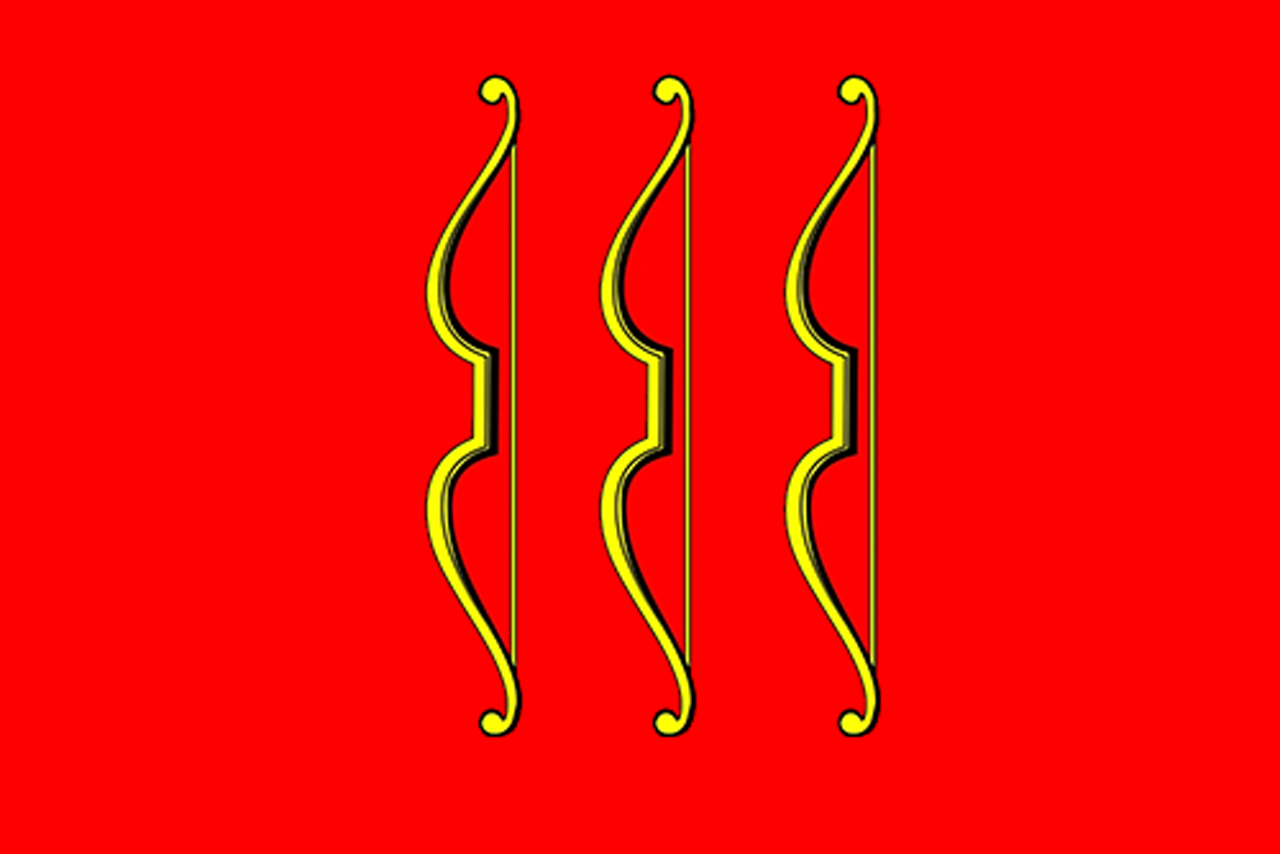
Velikije Luki Poměr stran: 2:3

Rajóny

Bežanický rajón
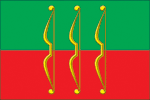
Velikolukský rajón Poměr stran: 2:3
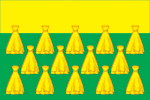
Gdovský rajón Poměr stran: 2:3
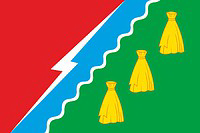
Dědovičský rajón Poměr stran: 2:3
Dnovský rajón Poměr stran: 2:3
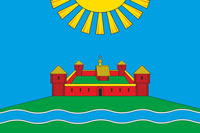
Krasnogorodský rajón Poměr stran: 2:3
Kuninský rajón
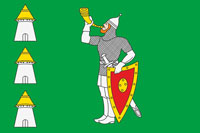
Loknjanský rajón Poměr stran: 2:3
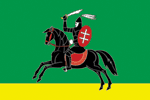
Něvelský rajón Poměr stran: 2:3
Novosokolničeský rajón
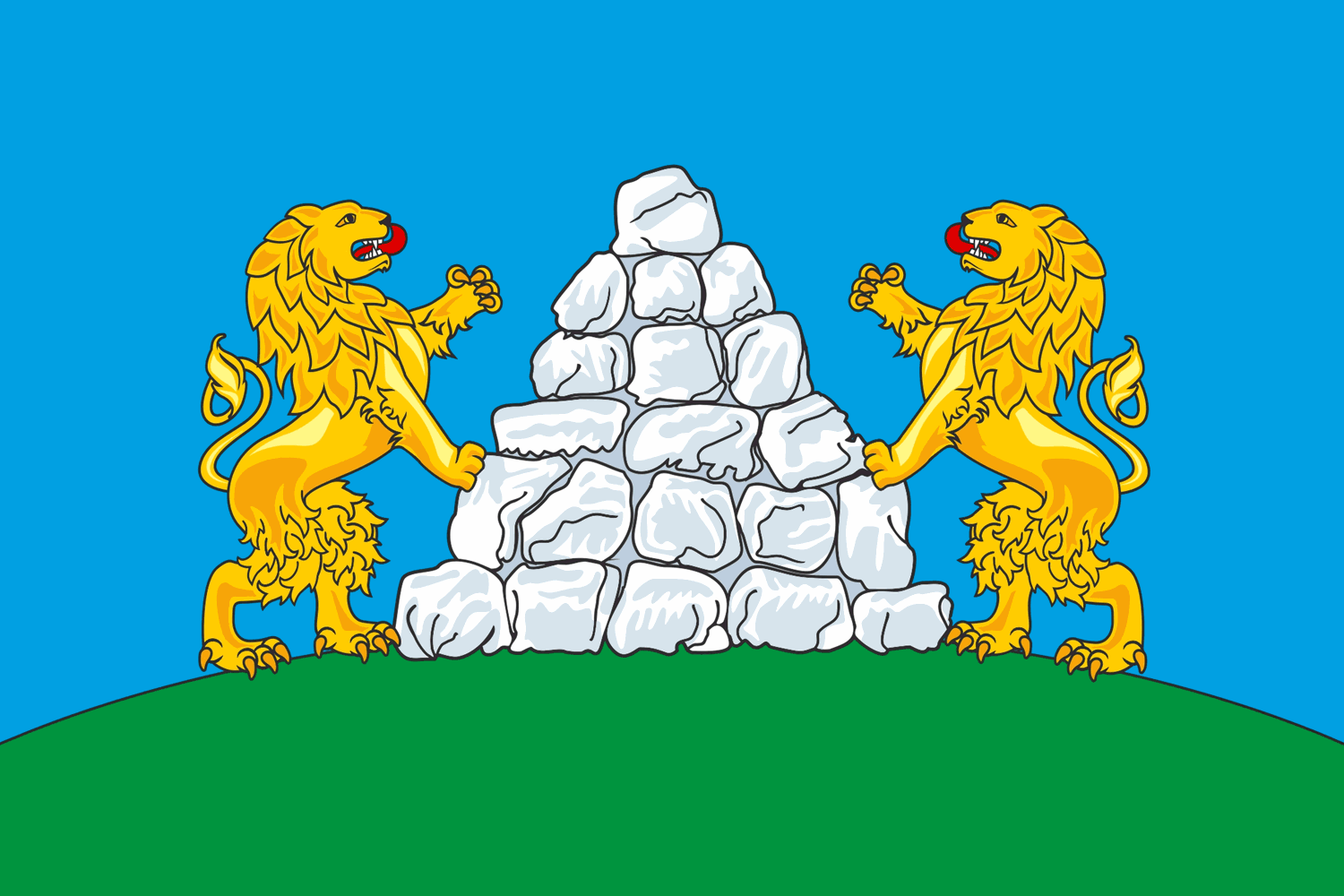
Opočecký rajón Poměr stran: 2:3
Ostrovský rajón
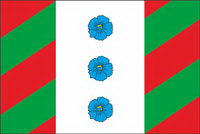
Palkinský rajón Poměr stran: 2:3
Pečorský rajón
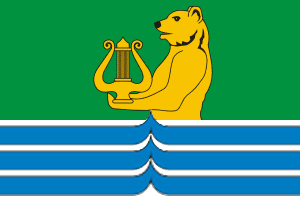
Pljusský rajón Poměr stran: 2:3
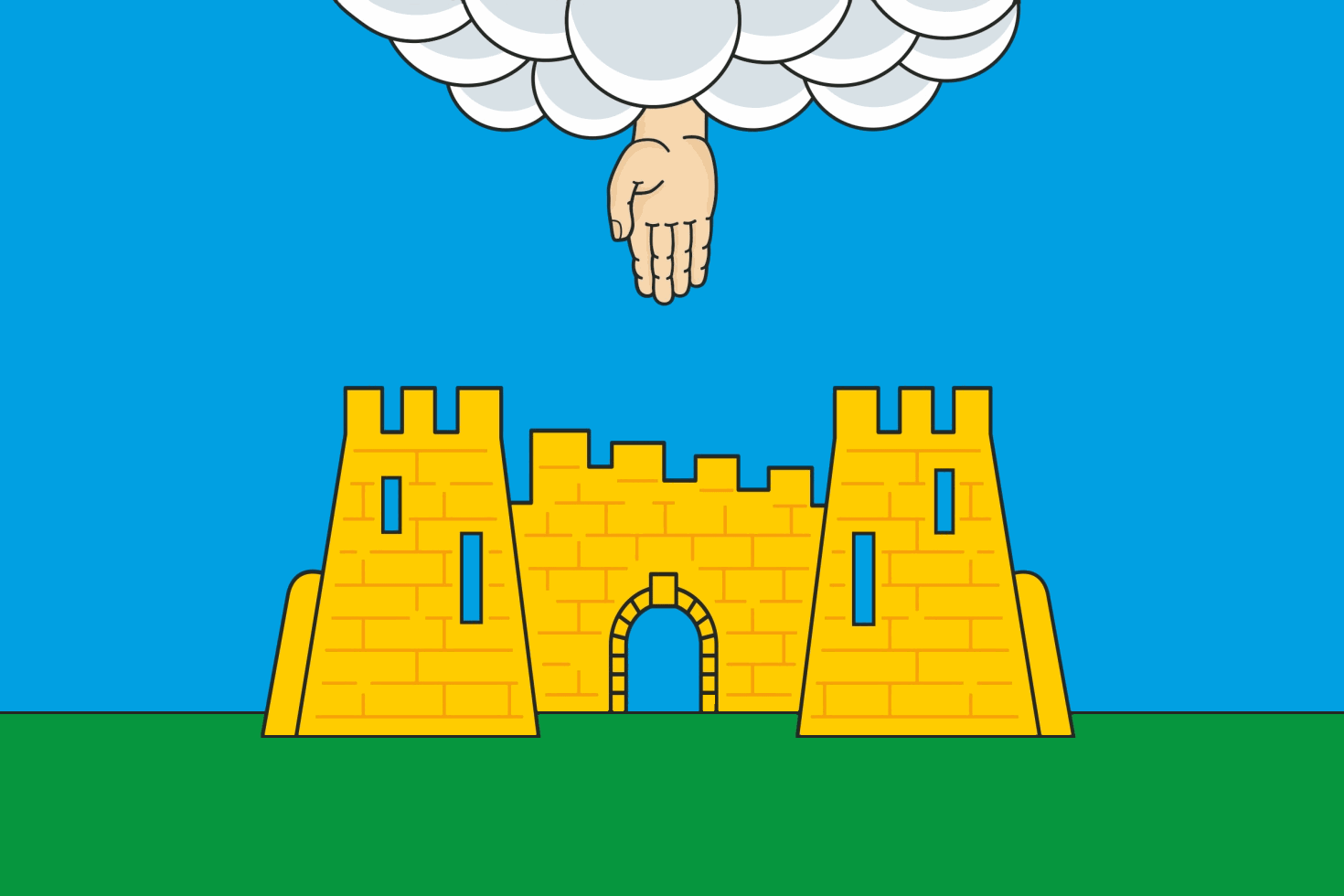
Porchovský rajón Poměr stran: 2:3
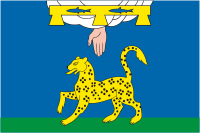
Pskovský rajón Poměr stran: 2:3
Pustoškinský rajón Poměr stran: 2:3
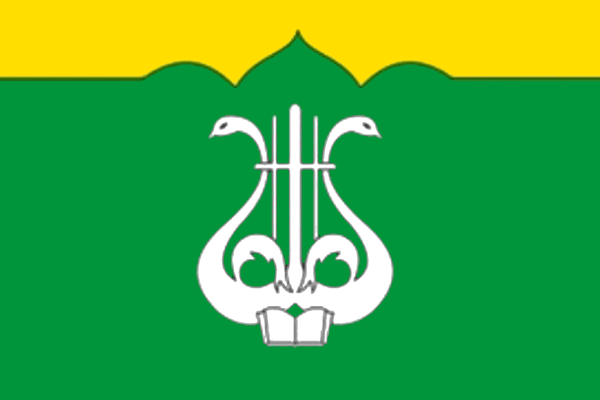
Puškinogorský rajón Poměr stran: 2:3
Pytalovský rajón Poměr stran: 2:3
Sebežský rajón
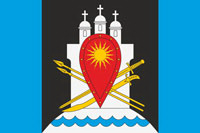
Usvjatský rajón Poměr stran: 2:3
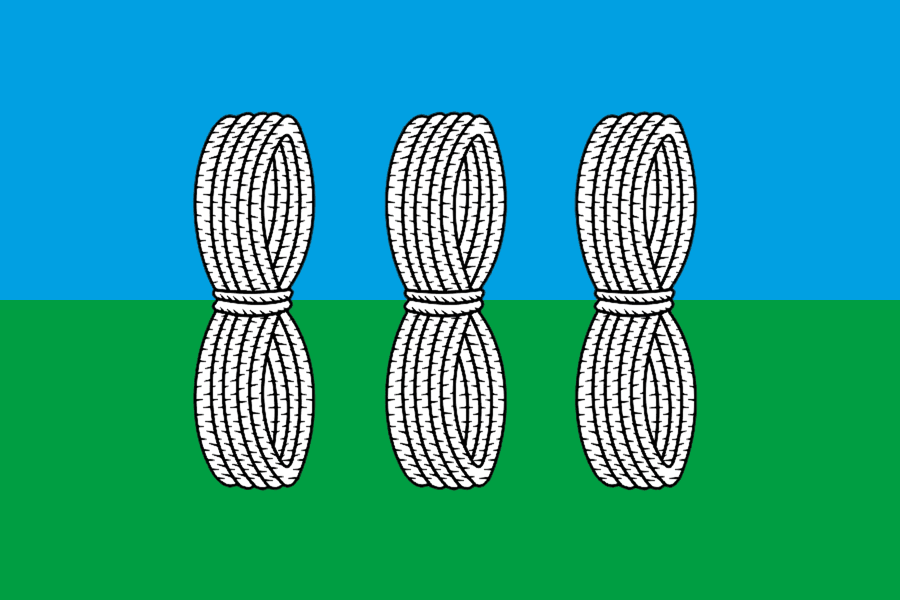
Novorževský rajón Poměr stran: 2:3
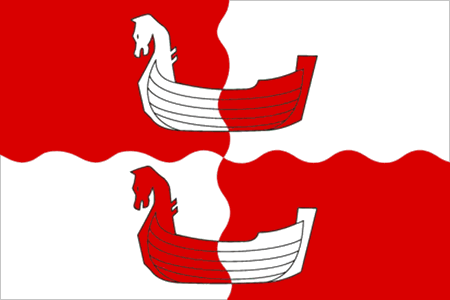
Strugo-Krasněnský rajón Poměr stran: 2:3